# Full Circle (revista)

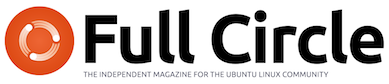
Logotipo de la revista Full Circle

Full Circle es una revista sobre la distribución de GNU/Linux Ubuntu y sus derivadas, publicada con licencia libre y en Formato de Documento Portátil, y lanzada en abril de 2007. La revista es una publicación independiente y no afiliada con Canónical Ltd., la empresa detrás del sistema operativo Ubuntu. Se basa en las aportaciones de escritores y columnistas voluntarios para la mayor parte de su contenido.
La publicación está destinada a los usuarios del sistema operativo Ubuntu y sus derivados, incluyendo Kubuntu, Lubuntu, Xubuntu, Edubuntu, así como a Linux Mint y sus derivados. Se publica en inglés. Se centra en revisiones de productos, noticias de la comunidad, artículos de tipo how-to, programación y consejos para resolver problemas. Los últimos números se han publicado sólo en inglés, pero otros han sido traducidos a diferentes lenguas, dependiendo del trabajo de la comunidad de usuarios interesados. El número "0" se tradujo a inglés, holandés, francés, gallego, alemán, húngaro, indonesio, italiano, rumano, ruso y español.

## Historia
El número 0 de Full Circle se publicó en abril de 2007 y presentó contenidos sobre la historia de Ubuntu, características y efectos del escritorio y juegos para GNU/Linux. Esto primera edición ofrecía 17 páginas en formato de retrato.
En el número 25 la revista había evolucionado a 28 páginas en formato apaisado, para un visionado más fácil como documento de PDF.
En diciembre de 2007, comenzó el Podcast de Full Circle. Después dos episodios paró su producción, debido a que los editores no podían dedicar tiempo al mismo. En marzo de 2010, el podcast era restablecido por Robin Catling, junto con Ed Hewitt y Dave Wilkins, con un formato enteramente nuevo. Cada episodio, el podcast cubre noticias, comenta los contenidos del último número publicado, y ofrece revisiones y opiniones y aportaciones de oyentes.

## Personal
El personal de producción consta de:
- Editor: Ronnie Tucker
- Webmaster: Rob Kerfia
- Director de comunicaciones: Robert Clipsham
- Redacción: Mike Kennedy, David Haas, Gord Campbell, Nicola Cappellini, Ryan Hartlage, David Sutton, Robin Catling, Ed Hewitt
- Podcaster: Les Pounder & Co.